# 魔法無雙天使 衝鋒突刺！！呂布子
《魔法無雙天使 衝鋒突刺！！呂布子》，是鈴木次郎的日本漫畫作品。內容結合各種時事及其他動畫作品的情節，也有惡搞及適當的裸露。最主要的特點是三國演義中的呂布成為了小女孩，因而廣受青少年喜好。OVA於2007年至2008年發售。

## 劇情簡介
為了通過「七常侍」的考驗，必須重回人間領取100顆寶珠，才可成為熾天使。但過程中可互相搶奪，又因互相算計而喪失寶珠。最後因緊急事態，曹操與呂布都破格。

## 主要角色

### 呂布軍
- 呂布：小貧乳女孩，愛生氣，愛吃肉，武力無窮，底限是不能看到別人豐滿的胸部。
- 陳宮：呂布的軍師，很怕鬼。喜歡豐滿的胸部。
- 高順：喜好女色。尤其是內褲。對主人衷心。患有痔瘡。
- 張遼：喜好馬，每首詩都能改成馬。
- 侯成：城池守將，無實戰能力。
- 魏續：城池守將，無實戰能力。
- 臧覇：城池守將，無實戰能力。

### 曹操軍
- 曹操：害怕老女人，尤其是很像男生的老女人。
- 夏侯惇：正事不作，到處去打工。
- 典韦：豐滿侍衛一號，隨伺曹操身邊。
- 許褚：皮膚白皙，智商與典韦一般，隨伺曹操身邊。豐滿侍衛二號。
- 程昱：白髮老人，腰長到一尺，技能為十面埋伏。
- 蔡文姬：喜好男男關係，常常幻想夏侯惇和曹操的關係。

### 袁術軍
- 袁術：萌蘿莉，無攻擊能力。
- 紀靈：喜好蜂蜜，可使用蜜蜂攻擊。

### 天界
- 諸葛亮：又稱臥龍先生，看起來像腐爛高麗菜的奇形生物。
- 趙雲：天界使者。
- 龐統：職務是抱著孔明，帶著帽子的蘿莉。
- 徐庶：天界使者。被孔明稱呼徐君。

### 董卓軍
- 董卓：人間界魔王，被呂布殺了之後因故在人間復活，執行復仇計畫。
- 貂蟬：原與呂布相愛，卻因呂布無法說出丁原下落而殺害。成為復仇棋子。
- 華雄：綁著繃帶的女殺手。奉命斬除呂布子。被高順打敗。
- 李儒：董卓的軍師，右眼配戴著鏡片，會不由自主發笑。本作一切事件的幕後黑手。
- 徐榮：與李儒共同行動的墮天使。

### 人間界
- 神津真理繪：呂布子在人間的家，喜好摔角。父親是便裝警員。
- 汗子：以真理繪喜好的摔角為形塑的角色，為真理繪同學。
- 黒龍院瑠姫愛：有中二的思維，常惡搞曹操。

### 其他
- 孟獲：汗子的另一模樣。
- 祝融：孟獲妻子，火神後裔，真理繪的另一模樣。
- 鄒氏：外表溫和，使用色誘，惡毒想殺害曹操的女人。
- 賈詡：負責訓練鄒氏成為殺手。

## 出版書籍
| 集數 | 史克威尔艾尼克斯 | 史克威尔艾尼克斯       | 青文出版社     | 青文出版社            |
| 集數 | 發售日期         | ISBN                   | 發售日期       | ISBN                  |
| ---- | ---------------- | ---------------------- | -------------- | --------------------- |
| 1    | 2007年9月27日    | ISBN 978-4-7575-2120-9 | 2009年1月20日  | ISBN 978-986-209730-4 |
| 2    | 2008年2月27日    | ISBN 978-4-7575-2229-9 | 2009年2月24日  | ISBN 978-986-209755-7 |
| 3    | 2008年7月26日    | ISBN 978-4-7575-2342-5 | 2009年3月23日  | ISBN 978-986-209792-2 |
| 4    | 2009年1月27日    | ISBN 978-4-7575-2486-6 | 2009年5月11日  | ISBN 978-986-209860-8 |
| 5    | 2009年11月27日   | ISBN 978-4-7575-2737-9 | 2010年3月10日  | ISBN 978-986-256234-5 |
| 6    | 2011年5月27日    | ISBN 978-4-7575-3248-9 | 2011年11月8日  | ISBN 978-986-256965-8 |
| 7    | 2011年10月27日   | ISBN 978-4-7575-3404-9 | 2012年5月11日  | ISBN 978-986-310164-2 |
| 8    | 2012年5月26日    | ISBN 978-4-7575-3612-8 | 2012年11月14日 | ISBN 978-986-310409-4 |
| 9    | 2012年12月27日   | ISBN 978-4-7575-3847-4 | 2016年2月22日  | EAN 471-8016-01648-4  |

## OVA

### 主題曲
片首曲
「Doki!」（第1話 - 第3話）
作詞 - 椎名可憐 / 作曲 - 住吉中 / 編曲 - YOPA / 歌 - 浦壁多恵
「Doki!」（第4話）
作詞 - 椎名可憐 / 作曲 - 住吉中 / 編曲 - YOPA / 歌 - 若本規夫（高順）
片尾曲
「OH MY FRIEND ! 〜輝き続けて〜」（第1話・第3話）
作詞 - FLAT5th Rico / 作曲・編曲 - 高橋菜々 / 歌 - 浦壁多恵
「あなたと接続☆」（第2話）
作詞 - FLAT5th Rico / 作曲・編曲 - 植木瑞基 / 歌 - パピコ（CV:麻生夏子）
「フニクリ・フニクラ」（第4話）
編曲 - 羽岡佳 / 歌 - チョー（校長） 替え歌の鬼のパンツの方である

### 各話列表
| 話數  | 標題        | 劇本                      | 分鏡                  | 演出                    | 作畫監督                     | 發售日         |
| ----- | ----------- | ------------------------- | --------------------- | ----------------------- | ---------------------------- | -------------- |
| 第1話 | はぷにんぐ1 | 雨宮ひとみ もりやまゆうじ | もりやまゆうじ        | 吉田徹                  | -                            | 2007年12月26日 |
| 第1話 | はぷにんぐ2 | 雨宮ひとみ もりやまゆうじ | もりやまゆうじ        | 吉田徹                  | -                            | 2007年12月26日 |
| 第2話 | はぷにんぐ3 | 雨宮ひとみ もりやまゆうじ | もりやまゆうじ 林宏樹 | 村田尚樹 三笠修         | 宮前真一 野田康行            | 2008年1月23日  |
| 第2話 | はぷにんぐ4 | 雨宮ひとみ もりやまゆうじ | もりやまゆうじ 林宏樹 | 村田尚樹 三笠修         | 宮前真一 野田康行            | 2008年1月23日  |
| 第3話 | はぷにんぐ5 | 雨宮ひとみ                | 吉田徹                | 吉田徹                  | 佐々木一浩 松本勝次 佐野恵一 | 2008年2月27日  |
| 第3話 | はぷにんぐ6 | もりやまゆうじ            | もりやまゆうじ        | もりやまゆうじ 村田尚樹 | もりやまゆうじ               | 2008年2月27日  |
| 第4話 | はぷにんぐ7 | 坂田純一                  | 坂田純一              | 村田尚樹                | 野田康行                     | 2008年3月26日  |
| 第4話 | はぷにんぐ8 | もりやまゆうじ            | もりやまゆうじ        | もりやまゆうじ 村田尚樹 | もりやまゆうじ               | 2008年3月26日  |